# Albin Żyto

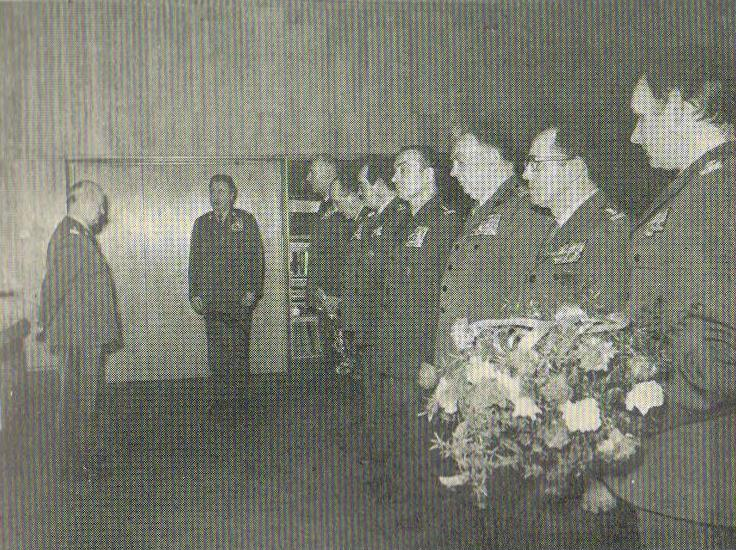
60-lecie urodzin gen. broni dr Józefa Baryły – życzenia od podwładnych z aparatu politycznego WP, przemawia I zastępca szefa GZP WP gen. dyw. dr Tadeusz Szaciło, obok stoją (od lewej): gen. dyw. Władysław Polański – komendant WAP, gen. bryg. Albin Żyto – zastępca szefa GZP WP, gen. bryg. Henryk Kondas - zastępca dowódcy POW ds. politycznych, płk Stefan Rutkowski – przewodniczący Komisji Kontroli Partyjnej WP, płk Leon Morawski – szef Zarządu Wydawnictw, Drukarń i Zaopatrzenia GZP WP; Warszawa 21 listopada 1984

Albin Żyto (ur. 9 kwietnia 1924 w Bruay en Artois (obecnie część Bruay-la-Buissière, departament Pas-de-Calais we Francji), zm. 11 grudnia 2013 w Zielonce koło Warszawy) – generał brygady Sił Zbrojnych PRL, wieloletni zastępca Szefa Głównego Zarządu Politycznego WP, szef Zarządu Kultury i Oświaty, przewodniczący Komisji Centralnej ds. Działalności Przeciwalkoholowej w Wojsku.

## Życiorys
Urodził się we Francji. W październiku 1934 przyjechał z rodziną do Polski. W 1938 ukończył 7-klasową szkołę podstawową w Rawiczu. 14 kwietnia 1945 rozpoczął służbę wojskową jako kursant Centrum Szkolenia Oficerów Polityczno-Wychowawczych w Łodzi. 31 lipca 1945 promowany na stopień podporucznika w korpusie oficerów polityczno-wychowawczych. Następnie pełnił kolejno stanowiska:
- 1945–1946 adiutant szefa Oddziału Wojskowych Spraw Zagranicznych Sztabu Generalnego WP;
- 1946–1947 zastępca dowódcy 1 Samodzielnej Kompanii Karnej ds. polityczno-wychowawczych w Działdowie;
- 1947–1948 zastępca dowódcy batalionu ds. polityczno-wychowawczych w 50 Pułku Piechoty w Olsztynie;
- 1948–1949 instruktor propagandy w sztabie 15 Dywizji Piechoty w Olsztynie;
- 1949–1950 kierownik sekcji młodzieżowej Zarządu Polityczno-Wychowawczego Okręgu Wojskowego nr 1 w Warszawie;
- 1950–1951 studia w Wyższej Szkole Oficerów Polityczno-Wychowawczych w Rembertowie;
- 1951–1953 starszy instruktor w Zarządzie I (Organizacyjnym) Głównego Zarządu Politycznego WP (GZP WP) w Warszawie;
- 1953–1956 szef Oddziału Młodzieżowego Głównego Zarządu Politycznego WP;
- 1956–1957 słuchacz Kursu Doskonalenia Oficerów w Akademii Wojskowo-Politycznej w Warszawie;
- 1957-1960 szef wydziału – zastępca szefa Oddziału I w Zarządzie I GZP WP;
- 1958–1959 studia (w trybie eksternistycznym) w Wojskowej Akademii Politycznej im. Feliksa Dzierżyńskiego w Warszawie;
- 1960–1962 sekretarz Komitetu PZPR w Głównym Zarządzie Politycznym WP;
- 1962–1964 zastępca dowódcy ds. politycznych 1 Warszawskiej Dywizji Zmechanizowanej w Legionowie – szef Wydziału Politycznego dywizji;
- 1964–1965 zastępca szefa Zarządu Politycznego Warszawskiego Okręgu Wojskowego;
- 1965–1967 zastępca dowódcy Lotnictwa Operacyjnego ds. politycznych – szef Zarządu Politycznego Lotnictwa Operacyjnego;
- 1967–1969 zastępca dowódcy Wojsk Lotniczych ds. politycznych – szef Zarządu Politycznego Wojsk Lotniczych w Poznaniu;
- 1969–1970 zastępca dowódcy Warszawskiego Okręgu Wojskowego ds. politycznych – szef Zarządu Politycznego okręgu;
- 1970–1972 attaché wojskowy i lotniczy Ambasady PRL w Czechosłowacji;
- 1972–1989 zastępca szefa Głównego Zarządu Politycznego WP – szef Zarządu Kultury i Oświaty;
- 1972–1976 przewodniczący Rady Młodzieżowej WP;
- 1981–1983 pełnomocnik Komitetu Obrony Kraju (komisarz wojskowy) w Komitecie ds. Radia i Telewizji;
- 6 kwietnia 1989 r. w wieku 65 lat przeniesiony w stan spoczynku (pożegnany przez ministra obrony narodowej gen. armii Floriana Siwickiego).

Generał brygady na mocy uchwały Rady Państwa PRL z 5 października 1972 r. Akt nominacyjny wręczył mu 11 października 1972 w Belwederze przewodniczący Rady Państwa PRL prof. Henryk Jabłoński. Animator kultury w WP. Współtwórca i propagator Festiwalu Piosenki Żołnierskiej w Kołobrzegu, a także orkiestr wojskowych, współtwórca międzynarodowych sukcesów zespołów artystycznych. Autor programu rozwoju kultury w Siłach Zbrojnych PRL.

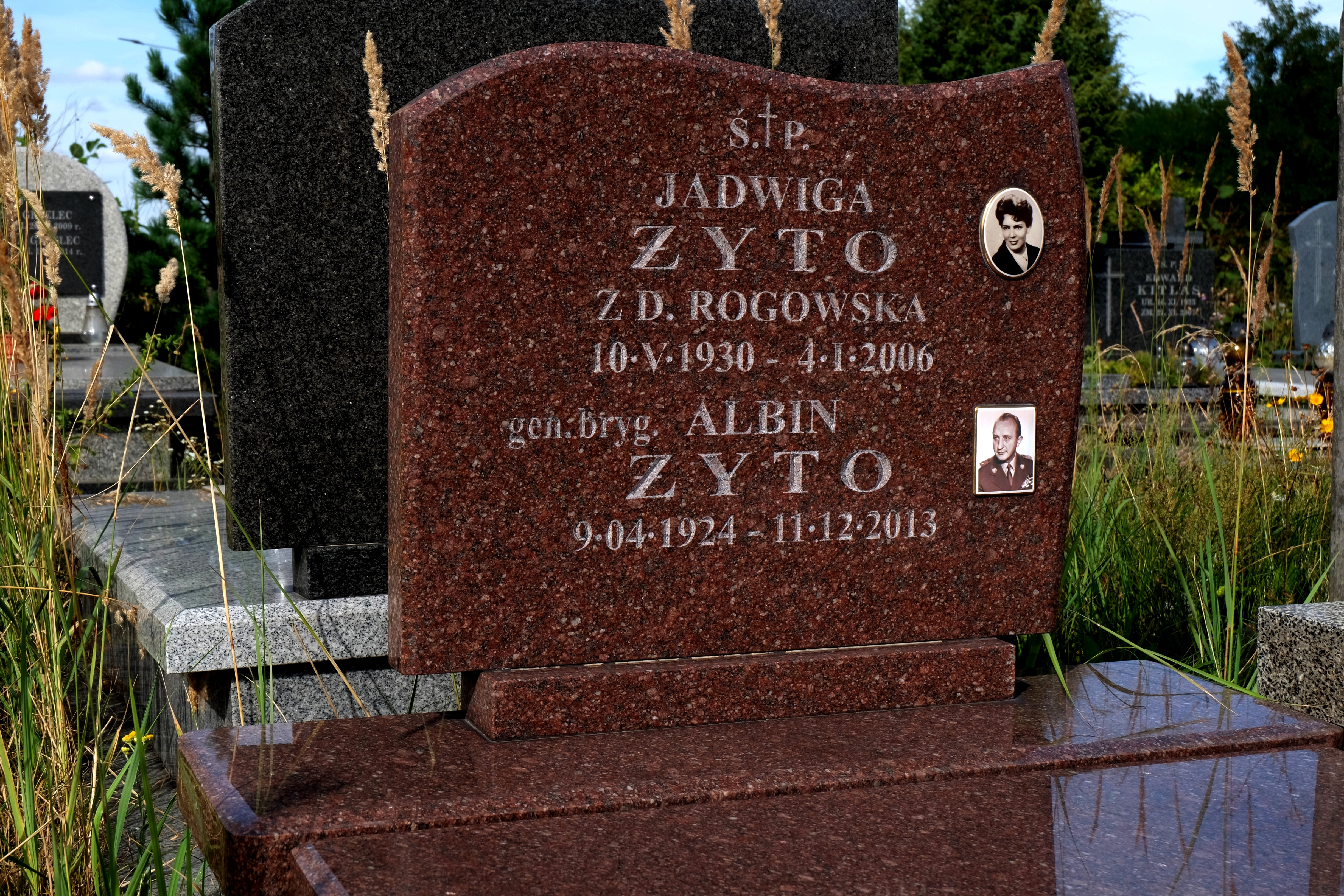
Grób gen. Albina Żyto na cmentarzu parafialnym w Zielonce

Członek PPR i PZPR. Członek wielu organizacji społecznych. Od 1972 wiceprezes ds. ideowo-wychowawczych Centralnego Wojskowego Klubu Sportowego Legia Warszawa. W latach 1973–1989 wiceprzewodniczący Rady Ochrony Pomników Walki i Męczeństwa (od czerwca 1988 do lutego 1989 Rady Ochrony Pamięci Walk i Męczeństwa). W 1984 r. wszedł w skład Społecznego Komitetu Budowy Pomnika Kościuszkowców w Warszawie. W latach 80. wchodził również w skład Narodowej Rady Kultury. Był przewodniczącym Komisji Centralnej ds. Działalności Przeciwalkoholowej w Wojsku. W latach stanu wojennego nazwisko generała (oraz dwóch innych generałów należących do Wojskowej Rady Ocalenia Narodowego) stało się powodem do żartu: za sprawą generała Jaruzelskiego z WRONy wydobyło się KRA, czyli Krajowy Ruch Antyalkoholowy, na czele którego stanęli generałowie Oliwa, Baryła i Żyto.
Pochowany obok żony Jadwigi na cmentarzu parafialnym w Zielonce. Informacja o jego śmierci i pogrzebie nie była podana do publicznej wiadomości.

## Odznaczenia i wyróżnienia (lista niepełna)
- Order Sztandaru Pracy I klasy (1985)
- Order Sztandaru Pracy II klasy (1981)
- Krzyż Komandorski Orderu Odrodzenia Polski (1974)
- Krzyż Kawalerski Orderu Odrodzenia Polski (1968)
- Złoty Krzyż Zasługi (1955)
- dwukrotnie Srebrny Krzyż Zasługi (1946, 1947)
- Medal 10-lecia Polski Ludowej
- Medal 30-lecia Polski Ludowej
- Medal 40-lecia Polski Ludowej
- Złoty Medal „Siły Zbrojne w Służbie Ojczyzny” (1970)
- Srebrny Medal Siły Zbrojne w Służbie Ojczyzny
- Brązowy Medal Siły Zbrojne w Służbie Ojczyzny
- Złoty Medal „Za zasługi dla obronności kraju” (1973)
- Srebrny Medal „Za zasługi dla obronności kraju”
- Brązowy Medal „Za zasługi dla obronności kraju”
- Medal Komisji Edukacji Narodowej (1974)[3]
- Złota Odznaka „Zasłużony Działacz Kultury Fizycznej” (1976)[4]
- Medal im. Ludwika Waryńskiego (1988)[5]
- Złote odznaczenie im. Janka Krasickiego (1975)
- Złoty Medal Opiekuna Miejsc Pamięci Narodowej
- Krzyż „Za Zasługi dla ZHP” (1973)[6]
- Złoty Medal „Za Zasługi w Umacnianiu Przyjaźni PRL-ZSRR” (1987, TPPR)[7]
- Odznaka „Zasłużony Działacz SZMW”
- Złota odznaka honorowa „Za Zasługi dla Warszawy” (1977)[8]
- Odznaka Honorowa Miasta Poznania (1968)[9]
- Honorowa Odznaka Miasta Łodzi (1972)[10]
- Medal Za Zasługi dla Związku Zawodowego Pracowników Kultury i Sztuki (1979)[11]
- Medal "Za długoletnią, ofiarną służbę" (nadany przez ministra obrony narodowej, 1989)
- Order Wojny Ojczyźnianej I stopnia (1968)[12]
- Medal „Za umacnianie braterstwa broni” (Bułgaria)
- Order Czerwonego Sztandaru (Czechosłowacja, 1971)[13]
- Medal „Za umacnianie braterstwa broni” (Związek Radziecki)
- Medal jubileuszowy „60 lat Sił Zbrojnych ZSRR” (Związek Radziecki)
- Medal jubileuszowy „70 lat Sił Zbrojnych ZSRR” (Związek Radziecki)
- Medal „30-lecia Rewolucyjnych Sił Zbrojnych Kuby” (Kuba)
- Nagroda zespołowa Trybuny Ludu za opracowanie progamu rozwoju kultury w Siłach Zbrojnych PRL (1978)[14]
- inne odznaczenia resortowe, organizacji społecznych, regionalne i zagraniczne

## Publikacje
- "O zebraniu partyjnym", Wydawnictwo MON, Warszawa 1954
- "Socjalistyczna świadomość i patriotyczne postawy" /w/ "Wojsko Ludowe" 1978, rocznik 29, nr 1, str. 12—16
- "Rola kultury w kształtowaniu świadomości ideowo-politycznej i wychowaniu środowiska wojskowego" /w/ "Zeszyty naukowe WAP", 1977, nr 93, str. 3—10

## Życie prywatne
Syn Jana i Heleny z domu Krajnik. Mieszkał w Zielonce pod Warszawą. Jego żona Jadwiga Żyto zmarła w 2006, miał córkę.